# Pandarus katoi
Pandarus katoi är en kräftdjursart. Pandarus katoi ingår i släktet Pandarus och familjen Pandaridae. Inga underarter finns listade i Catalogue of Life.